# Dendrochilum banksii
Dendrochilum banksii är en orkidéart som beskrevs av James Edward Cootes. Dendrochilum banksii ingår i släktet Dendrochilum och familjen orkidéer.
Artens utbredningsområde är Filippinerna. Inga underarter finns listade i Catalogue of Life.